# Giorgio Puia
Giorgio Puia (8. březen 1938, Gorizia, Italské království) je bývalý italský fotbalový záložník a trenér.
První utkání v nejvyšší lize odehrál v dresu Triestina v roce 1959. Po sezoně sestoupil s klubem do druhé ligy. Po jedné odehrané sezoně odešel do prvoligové Vicenze. Tady odehrál tři sezony. Ve třetí sezoně byl s 10 brankami nejlepším střelcem v klubu. V roce 1963 byl prodán za 180 milionu lir do Turína, kde poté působil devět let. Získal s nimi dva Italské poháry (1967/68, 1970/71). Rostoucím věkem měnil post a ze záložníka se stal obráncem. V roce 1972 ukončil kariéru.
Za reprezentaci odehrál sedm utkání. Byl na MS 1970, kde neodehrál žádné utkání, ale má stříbrnou medaili.

## Hráčská statistika
| Sezóna  | Klub      | Liga    | Liga   | Liga | Ligové poháry | Ligové poháry | Ligové poháry | Kontinentální poháry | Kontinentální poháry | Kontinentální poháry | Celkem | Celkem |
| Sezóna  | Klub      | Soutěž  | Zápasy | Góly | Soutěž        | Zápasy        | Góly          | Soutěž               | Zápasy               | Góly                 | Zápasy | Góly   |
| ------- | --------- | ------- | ------ | ---- | ------------- | ------------- | ------------- | -------------------- | -------------------- | -------------------- | ------ | ------ |
| 1958/59 | Triestina | Serie A | 2      | 0    | IP            | 5             | 1             | Stř.P                | 3                    | 0                    | 7      | 1      |
| 1959/60 | Triestina | Serie B | 30     | 7    | -             | 0             | 0             | -                    | 0                    | 0                    | 30     | 7      |
| 1960/61 | Vicenza   | Serie A | 27     | 6    | IP            | 1             | 0             | -                    | 0                    | 0                    | 28     | 6      |
| 1961/62 | Vicenza   | Serie A | 22     | 3    | IP            | 1             | 0             | -                    | 0                    | 0                    | 23     | 3      |
| 1962/63 | Vicenza   | Serie A | 32     | 10   | IP            | 1             | 1             | Int.                 | 5                    | 0                    | 38     | 11     |
| 1963/64 | Turín     | Serie A | 32     | 2    | IP            | 5             | 1             | -                    | 0                    | 0                    | 37     | 3      |
| 1964/65 | Turín     | Serie A | 33     | 1    | IP            | 2             | 1             | PVP                  | 9                    | 1                    | 44     | 3      |
| 1965/66 | Turín     | Serie A | 34     | 1    | IP            | 1             | 0             | Vel.P                | 2                    | 0                    | 37     | 1      |
| 1966/67 | Turín     | Serie A | 34     | 2    | IP            | 3             | 0             | -                    | 0                    | 0                    | 37     | 2      |
| 1967/68 | Turín     | Serie A | 26     | 0    | IP            | 10            | 1             | Int.                 | 4                    | 0                    | 40     | 1      |
| 1968/69 | Turín     | Serie A | 30     | 0    | IP            | 11            | 0             | PVP                  | 4                    | 0                    | 45     | 0      |
| 1969/70 | Turín     | Serie A | 29     | 3    | IP            | 5             | 0             | -                    | 0                    | 0                    | 34     | 3      |
| 1970/71 | Turín     | Serie A | 27     | 0    | IP            | 10            | 0             | Stř.P                | 2                    | 1                    | 39     | 1      |
| 1971/72 | Turín     | Serie A | 5      | 0    | IP            | 5             | 1             | PVP                  | 2                    | 0                    | 12     | 1      |
| Celkem  | Celkem    | Celkem  | 393    | 35   | -             | 60            | 6             | -                    | 28                   | 2                    | 451    | 43     |

## Hráčské úspěchy

### Klubové
- 2× vítěz italského poháru (1967/68, 1970/71)

### Reprezentační
- 1× na MS (1970 - stříbro)